# Unni Straume
Unni Straume, född 2 oktober 1955 i Fiksdal, Vestnes, Møre og Romsdal fylke, är en norsk regissör, manusförfattare och filmproducent.
Hon debuterade år 1990 med långfilmen Til en ukjent en poetisk res i tid och rum om en liftande ung kvinna.

## Regi
- 2002 - Musik för bröllop och begravningar
- 1994 – Drömspel